# Seznam znaků subjektů Ruské federace

Státní znak Ruska

Seznam znaků subjektů Ruské federace představuje přehled všech znaků 83 (po anexi Krymu 85) federálních subjektů Ruské federace – republik, krajů, oblastí, federálních měst, autonomních oblasti a okruhů. Každý z nich má svou vlastní vlajku a znak.

## Panorama
Kategorie subjektů (po anexi Krymu):

## Republiky
Znaky republik Ruské federace:
| Umístění | Znak | Typ    | Územní celek / článek o znaku | Oficiální název                |
| -------- | ---- | ------ | ----------------------------- | ------------------------------ |
|          |      | emblém | Adygejsko                     | Adygejská republika            |
|          |      | emblém | Altaj                         | Altajská republika             |
|          |      | emblém | Baškortostán                  | Republika Baškortostán         |
|          |      | znak   | Burjatsko                     | Republika Burjatsko            |
|          |      | znak   | Čečensko                      | Čečenská republika             |
|          |      | emblém | Čuvašsko                      | Čuvašská republika             |
|          |      | emblém | Dagestán                      | Republika Dagestán             |
|          |      | emblém | Chakasie                      | Chakaská republika             |
|          |      | emblém | Ingušsko                      | Republika Ingušsko             |
|          |      | znak   | Kabardsko-Balkarsko           | Kabardsko-balkarská republika  |
|          |      | emblém | Kalmycko                      | Kalmycká republika             |
|          |      | emblém | Karačajsko-Čerkesko           | Karačajsko-čerkeská republika  |
|          |      | znak   | Karélie                       | Republika Karélie              |
|          |      | znak   | Komi                          | Komijská republika             |
|          |      | znak   | Krym Znak Krymu               | Republika Krym                 |
|          |      | znak   | Marijsko                      |                                |
|          |      | znak   | Mordvinsko                    |                                |
|          |      | emblém | Sacha (Jakutsko)              | Republika Sacha (Jakutsko)     |
|          |      | emblém | Severní Osetie-Alanie         | Severoosetská republika-Alanie |
|          |      | emblém | Tatarstán                     | Republika Tatarstán            |
|          |      | emblém | Tuva                          | Tuvinská republika             |
|          |      | emblém | Udmurtsko                     | Udmurtská republika            |

## Kraje
Znaky krajů Ruské federace:
| Umístění | Znak | Typ    | Územní celek / článek o znaku |
| -------- | ---- | ------ | ----------------------------- |
|          |      | emblém | Altajský kraj                 |
|          |      | znak   | Chabarovský kraj              |
|          |      | znak   | Kamčatský kraj                |
|          |      | znak   | Krasnodarský kraj             |
|          |      | znak   | Krasnojarský kraj             |
|          |      | znak   | Permský kraj                  |
|          |      | znak   | Přímořský kraj                |
|          |      | znak   | Stavropolský kraj             |
|          |      | znak   | Zabajkalský kraj              |

## Oblasti
Znaky oblastí Ruské federace:
| Umístění | Znak | Typ  | Územní celek / článek o znaku |
| -------- | ---- | ---- | ----------------------------- |
|          |      | znak | Amurská oblast                |
|          |      | znak | Archangelská oblast           |
|          |      | znak | Astrachaňská oblast           |
|          |      | znak | Bělgorodská oblast            |
|          |      | znak | Brjanská oblast               |
|          |      | znak | Čeljabinská oblast            |
|          |      | znak | Irkutská oblast               |
|          |      | znak | Ivanovská oblast              |
|          |      | znak | Jaroslavská oblast            |
|          |      | znak | Kaliningradská oblast         |
|          |      | znak | Kalužská oblast               |
|          |      | znak | Kemerovská oblast             |
|          |      | znak | Kirovská oblast               |
|          |      | znak | Kostromská oblast             |
|          |      | znak | Kurganská oblast              |
|          |      | znak | Kurská oblast                 |
|          |      | znak | Leningradská oblast           |
|          |      | znak | Lipecká oblast                |
|          |      | znak | Magadanská oblast             |
|          |      | znak | Moskevská oblast              |
|          |      | znak | Murmanská oblast              |
|          |      | znak | Nižněnovgorodská oblast       |
|          |      | znak | Novgorodská oblast            |
|          |      | znak | Novosibirská oblast           |
|          |      | znak | Omská oblast                  |
|          |      | znak | Orenburská oblast             |
|          |      | znak | Orelská oblast                |
|          |      | znak | Penzenská oblast              |
|          |      | znak | Pskovská oblast               |
|          |      | znak | Rjazaňská oblast              |
|          |      | znak | Rostovská oblast              |
|          |      | znak | Sachalinská oblast            |
|          |      | znak | Samarská oblast               |
|          |      | znak | Saratovská oblast             |
|          |      | znak | Smolenská oblast              |
|          |      | znak | Sverdlovská oblast            |
|          |      | znak | Tambovská oblast              |
|          |      | znak | Tomská oblast                 |
|          |      | znak | Tulská oblast                 |
|          |      | znak | Tverská oblast                |
|          |      | znak | Ťumeňská oblast               |
|          |      | znak | Uljanovská oblast             |
|          |      | znak | Vladimirská oblast            |
|          |      | znak | Volgogradská oblast           |
|          |      | znak | Vologdská oblast              |
|          |      | znak | Voroněžská oblast             |

## Federální města
Znaky federálních měst Ruské federace:
| Umístění | Znak | Typ  | Územní celek / článek o znaku |
| -------- | ---- | ---- | ----------------------------- |
|          |      | znak | Moskva Moskevský městský znak |
|          |      | znak | Petrohrad Znak Petrohradu     |
|          |      | znak | Sevastopol Znak Sevastopolu   |

## Autonomní oblast
Znaky autonomních oblastí Ruské federace:
| Umístění | Znak | Typ  | Územní celek / článek o znaku |
| -------- | ---- | ---- | ----------------------------- |
|          |      | znak | Židovská autonomní oblast     |

## Autonomní okruhy
Znaky autonomních okruhů Ruské federace:
| Umístění | Znak | Typ  | Územní celek / článek o znaku           |
| -------- | ---- | ---- | --------------------------------------- |
|          |      | znak | Čukotský autonomní okruh                |
|          |      | znak | Chantymansijský autonomní okruh – Jugra |
|          |      | znak | Jamalo-něnecký autonomní okruh          |
|          |      | znak | Něnecký autonomní okruh                 |

## Zaniklé federální subjekty
| Umístění       | Znak | Typ    | Územní celek / článek o znaku         | Poznámka ke sloučení |
| -------------- | ---- | ------ | ------------------------------------- | --- |
|                |      | znak   | Aginský burjatský autonomní okruh     | Po sloučení s Čitskou oblastí v roce 2008 vznikl Zabajkalský kraj                                                                    |
|                |      | znak   | Čitská oblast                         | Po sloučení s Aginským burjatským autonomním okruhem v roce 2008 vznikl Zabajkalský kraj, který užívá stejný znak jako Čitská oblast |
|                |      | emblém | Evencký autonomní okruh               | V roce 2007 byl (společně s Tajmyrským autonomním okruhem) spojen s Krasnojarským krajem                                             |
|                |      | znak   | Kamčatská oblast                      | Po sloučení Kamčatské oblasti a Korjackého autonomního okruhu v roce 2007 vznikl Kamčatský kraj                                      |
|                |      | znak   | Komi-Permjacký autonomní okruh        | Po sloučení s Permskou oblasti v roce 2005 vznikl Permský kraj                                                                       |
|                |      | znak   | Korjacký autonomní okruh              | Po sloučení Korjackého autonomního okruhu a Kamčatské oblasti v roce 2007 vznikl Kamčatský kraj                                      |
| Permská oblast |      | znak   | Permská oblast                        | Po sloučení s Komi-Permjackým autonomním okruhem v roce 2005 vznikl Permský kraj, který užívá stejný znak jako Permská oblast        |
|                |      | znak   | Tajmyrský autonomní okruh             | V roce 2007 byl (společně s Evenckým autonomním okruhem) sloučen s Krasnojarským krajem                                              |
|                |      | znak   | Usťordynský burjatský autonomní okruh | V roce 2008 byl sloučen s Irkutskou oblastí                                                                                          |